# 고도섬
고도섬은 경기도 화성시 서신면 제부리에 속하는 섬으로, 미등록도서이다. 밤섬 또는 밭고지로도 불린다.

## 지리
섬은 동서 방향으로 긴 모양이다. 가로축의 길이는 50m이며 세로축의 길이는 30m이다. 북쪽 해안에 해식애가 형성되어 있고, 남쪽 해안은 해변과 갯벌로 되어 있다. 섬을 이루는 암석은 규암이다.
2008년의 조사에서 식물은 총 53종이 확인되었다. 섬의 대부분을 싸리가 덮고 있으며, 북동쪽과 남쪽에 각각 팥배나무와 자귀나무의 군락이 분포한다. 무척추동물은 고랑따개비와 긴발가락참집게가 우점종이며, 해조류는 발견되지 않았다.